# Alucita phricodes
Alucita phricodes är en fjärilsart som beskrevs av Edward Meyrick 1886. Alucita phricodes ingår i släktet Alucita och familjen mångfliksmott, (Alucitidae). Inga underarter finns listade i Catalogue of Life.

## Bildgalleri

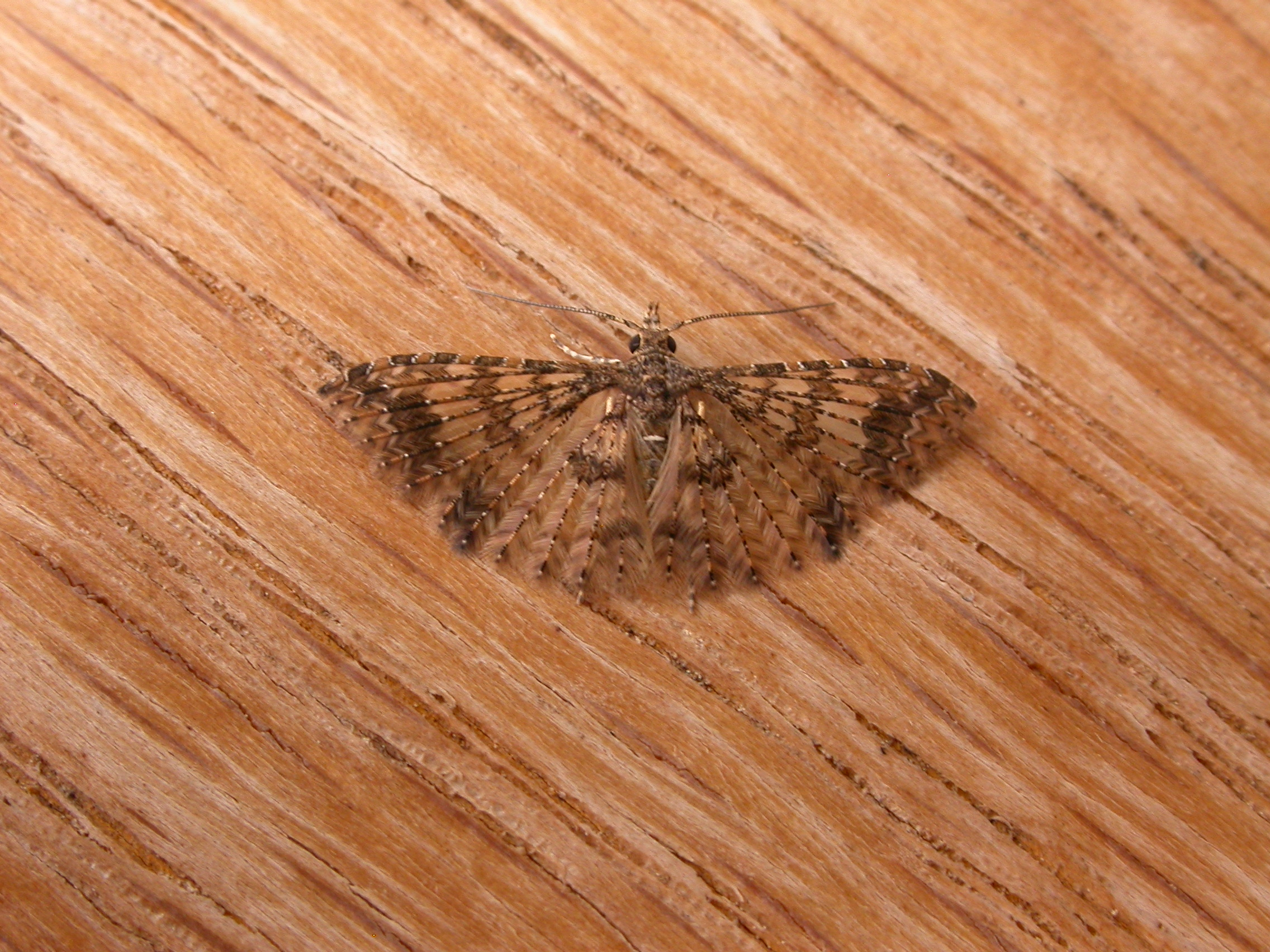
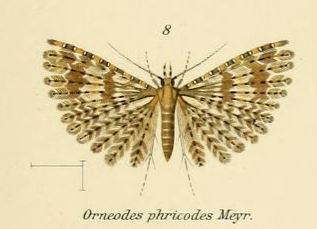